# Театры Баку
В статье представлены театры Баку, столицы Азербайджана

## Список
| Театр                                                                                          | Информация | Фотография |
| ---------------------------------------------------------------------------------------------- | --- | ---------- |
| Азербайджанский государственный академический музыкальный театр                                | Образован в 1934 году. Настоящее здание было построено и сдано в эксплуатацию в 1998 году. В 2019 году театру был присвоен статус академического. |            |
| Азербайджанский государственный академический национальный драматический театр                 | Образован в 1919 году. В 1959 году театр получил звание Академического театра. Нынешнее здание построена в 1960 году. В разные годы азербайджанский драматический театр носил разные названия: «Государственный театр», «Объединенный государственный театр», «Азербайджанский тюркский драматический театр» и т.д.                                    |            |
| Азербайджанский государственный академический русский драматический театр имени Самеда Вургуна | Образован в 1920 году. В 1956 году театру было присвоено имя народного поэта Самеда Вургуна. В 2019 году театру был присвоен статус академического. |            |
| Азербайджанский государственный кукольный театр                                                | Нынешнее здание было построено для кинотеатра «Феномен» в 1910 году. Основание ныне существующего Азербайджанского государственного кукольного театра имени Абдулла Шаига заложил в 1931 году Мола Ага Бабирли. Первое представление данного театра было показано в 1932 году. В апреле 1964 года здание окончательно было передано кукольному театру. |            |
| Азербайджанский государственный театр пантомимы                                                | 16 мая 1994 года был создан Государственный Театр пантомимы при Театре юного зрителя. В 2000 году театр получил статус государственного театра. |            |
| Азербайджанский государственный театр песни имени Рашида Бейбутова                             | Основан в 1968 году народным артистом СССР Рашидом Бейбутовым. Здание построено в 1901 году как синагога. |            |
| Азербайджанский театр оперы и балета имени М. Ф. Ахундова                                      | Театр создан в мае 1920 года. В 1930 году театру присвоено имя М. Ф. Ахундова. В 1940 году на сцене театра был поставлен первый азербайджанский балет «Девичья башня» А. Бадалбейли. В 1959 году театру был присвоен статус академического.. |            |
| Азербайджанский театр юного зрителя имени М. Горького                                          | Театр был основан в 1928 году. В 1936 году театру было присвоено имя Максима Горького. |            |
| Йуг                                                                                            | Основан Вагифом Ибрагим оглы и Гасанага Турабовым в 1989 году. В 1992 году театр получил статус государственного театра. |            |
| Театр Тагиева*                                                                                 | Первый театр в Баку. Построен в 1883 году Гаджи Зейналабдин Тагиевым. В 1908 году состоялась премьера первой азербайджанской национальной оперы «Лейли и Меджнун» Узеира Гаджибекова. Здание театра несколько раз горело и заново перестраивалось. Здание театра было снесено в 1992 году                                                              |            |
| Бакинский театр марионеток                                                                     | Функционирует с 20 апреля 1988 года |            |
| M. Teatr                                                                                       | Открыт 10 июня 2022 года. |            |

*ныне не функционирует